# Kuphus
Kuphus és un gènere de mol·luscs bivalves amb forma de cuc dins la família dels teredínids. N'hi ha dues espècies extintes, Kuphus incrassatus i Kuphus fistula. L'única espècie viva actualment és Kuphus polythalamia, que és el mol·lusc bivalve més llarg del món.
Els membres d'aquest gènere secreten tubs calcaris. En temps de Carl von Linné es va considerar que eren cucs tubulars i es van classificar dins del gènere Serpula (anèl·lids poliquets). Malgrat que actualment se sap que és un mol·lusc, el seu nom comú és el cuc tubular gegant que comparteix amb el gènere d'anèl·lids Riftia.
El seu tub calcari permet que visqui en ambients fangosos dels manglars. Els espècimens típics fan un metre de llargada i tenen la forma d'un ullal d'elefant. La seva punta anterior final és tancada i fa uns 11 cm de diàmetre.

## Distribució
Kuphus polythalamia es troba en l'oest de l'oceà Pacífic, l'est de l'oceà Índic i la zona Indo-Malaia. La seva distribució inclou les Filipines, Sumatra i Moçambic.